# Tales of Symphonia (OAV)
Tales of Symphonia (OAV) est une série d'animation japonaise mettant en scène les personnages issus du jeu vidéo correspondant (Tales of Symphonia), et retraçant l'histoire du jeu. Cette adaptation se scinde en trois parties, la première comportant quatre épisodes (évoquant la première partie du jeu, c'est-à-dire lorsque Lloyd et ses compagnons se trouvent sur le continent de Sylvarant), quant à la seconde, elle montre le passage du groupe sur le continent de Tesseha'lla. La seconde partie fut annoncée officiellement au Tales of Festival 2008, pour la troisième aucune information n'a encore été divulguée, si ce n'est quelle comportera deux épisodes.

## Tales of Symphonia: Sylvarant
- Le premier épisode parle du périple d'Isélia au départ de Lloyd et Génis pour retrouver Colette.
- Le second épisode parle du désert de Triet à la fuite du groupe du temple du Vent.
- Le troisième parle de la découverte de Lloyd sur ce qui arrive à Colette jusqu'au temple de l'eau.
- Le dernier parle de la fuite de Colette vers la tour du Salut au départ du groupe pour le "second monde".

## Tales of Symphonia: Tethe'alla
Bandai Namco Games a annoncé la sortie d’une série d’OAV, Tales of Symphonia: Tethe’alla Chapter, qui sera la suite de la série anime des OAV de Tales of Symphonia. L’annonce a été faite à Tokyo lors du Tales of Festival 2008. Le 19 août 2009, le site officiel de la série animée dévoile enfin le premier trailer de la suite des quatre épisodes de Sylvarant. Lloyd et ses compagnons reprendront donc du service au printemps 2010.
- Le premier épisode raconte l'arrivée du groupe dans le second monde ainsi que leur rencontre avec Altessa et Présea.
- Le second épisode concerne en particulier Présea et Régal à propos de la mort d'Alicia, la sœur de Préséa.
- Le troisième épisode concerne Sheena, qui, conclut un pacte avec l'esprit de la foudre, Volt.
- Le dernier épisode concerne le sauvetage de Colette dans l'antre du dragon et la découverte du père naturel de Lloyd.

## Tales of Symphonia: The United World
- Le premier épisode, sorti le 23 novembre 2011, est principalement centré sur Mithos et Martel.
- Le second épisode est sorti le 20 juin 2012.
- Le troisième épisode est sorti le 24 octobre 2012.